# Janice Burgess
Janice Burgess (Pittsburgh, Pensilvania, 1 de marzo de 1952 - Manhattan, Nueva York, 2 de marzo de 2024) fue una escritora y productora de televisión estadounidense.

## Primeros años y educación
Burgess nació en Pittsburgh, Pennsylvania, donde creció en el barrio Squirrel Hill y asistía a la Ellis School. Jugaba con frecuencia en su patio trasero y luego usó esos recuerdos como inspiración para Los Backyardigans. "Realmente lo recuerdo como un lugar maravilloso, feliz y seguro... podías vivir grandes aventuras simplemente retozando. Desde allí podías ir a cualquier parte o hacer cualquier cosa." Le encantaban los musicales y su madre tocaba con frecuencia una amplia variedad de música. Planeando convertirse en historiadora del arte, se graduó en la Universidad Brandeis en 1974, con una licenciatura en historia del arte.

## Carrera
Según una entrevista con Investor's Business Daily, a Burgess no le gustaba viajar "en círculos artísticos con coleccionistas y la alta sociedad", por lo que buscó una carrera diferente después de la universidad. Se ofreció como voluntaria para un trabajo en la televisión pública WQED, donde la pusieron a cargo de los servicios de artesanía.
A principios de la década de 1990, Burgess ocupó puestos en la productora Children's Television Workshop (actualmente Sesame Workshop), incluso como asistente del coordinador de viajes para 3, 2, 1... contacto y director de proyectos para El fantasma escritor. Para este último, coordinó los esfuerzos de una revista y materiales docentes relacionados con el contenido y los objetivos del programa de televisión. Fue durante este trabajo que le notificaron sobre una vacante en Nickelodeon; Burgess bromeó diciendo que se entrevistó para el puesto "unas 11.000 veces". Fue contratada como ejecutiva a cargo de la producción de Nick Jr., supervisando el desarrollo de Las pistas de Blue y el Pequeño Bill. Más tarde, Burgess se convirtió en vicepresidenta de la división Nick Jr. de Nickelodeon.

### Los Backyardigans
Mientras trabajaba como ejecutiva, Burgess asistió a reuniones de desarrollo de conceptos y guiones, donde disfrutó ayudando a los equipos creativos con personajes e historias. Finalmente, la vicepresidente senior de Nick Jr, Brown Johnson, le dio a Burgess la oportunidad de hacer la transición a un rol creativo. Le pidió a Burgess que desarrollara una idea para un nuevo programa de Nick Jr., y Burgess produjo un episodio piloto llamado Me and My Friends en Nickelodeon Studios Florida en 1998. El piloto era un espectáculo de botargas de cuerpo entero de acción real que presentaba música y danza. No se retomó para una serie completa, pero varios meses después del rechazo, Brown Johnson le pidió a Burgess que reestructurara el concepto. Le gustaron los personajes y la música del piloto de Burgess y sintió que el programa funcionaría mejor en animación.
Reutilizando los personajes de Me and My Friends, Burgess escribió un segundo piloto, el cual fue producido en el estudio de Nueva York de Nickelodeon en 2001. El programa, ahora completamente animado por computadora y rebautizado como The Backyardigans, recibió luz verde para una temporada completa de 20 episodios. Al reflexionar sobre el cambio a la animación, Burgess dijo: "A veces el primer intento no es tan bueno. En este caso, mi segundo intento fue mucho mejor". Los Backyardigans se estrenaron en Nickelodeon el 11 de octubre de 2004.
Burgess se desempeñó como productora ejecutiva de Los Backyardigans durante sus cuatro temporadas. En 2006, describió positivamente su trabajo en el programa: "hacer Los Backyardigans se ha convertido en una especie de aventura que vivo con mis amigos. Por supuesto, nos pagan, pero podemos ser despreocupados en nuestro trabajo, disfrutar entre nosotros, salimos mucho, viajamos un poco e inventamos cosas".
Burgess se inspiró en las películas de acción al escribir algunos episodios del programa, ya que quería adaptar historias de alto riesgo para una audiencia infantil. También se inspiró en los recuerdos de jugar en su patio trasero en su propia infancia. La serie recibió ocho nominaciones a los Premios Daytime Emmy y Burgess ganó el Emmy 2008 al programa animado de clase especial excepcional. Después de que Los Backyardigans concluyeran su producción en 2010 en su cuarta y última temporada, gran parte del personal de la serie se reagrupó para trabajar en Winx Club de Nickelodeon, incluida Burgess. Ella trabajó como escritora, editora de historias y consultora creativa en la serie de acción y aventuras.

## Fallecimiento
Falleció el 2 de marzo de 2024, un día después de su cumpleaños, a los 72 años de edad.Al momento de su muerte se encontraba en cuidados intensivos en un hospital de Manhattan luego de diagnosticarle un cáncer de mama.